# なまらお茶の間バラエティ マリモリーン!
なまらお茶の間バラエティ マリモリーン!とは、北海道放送において、2008年10月23日から11月27日まで放送されていたバラエティ番組（EPG上では「ドラマ」に分類）。
ローカル番組として6回限定で放送されたが、その後一部のJNN系列局やTBSチャンネルで放送された。また、2009年10月2日にDVD版の発売されるのを機に同局で2009年7月2日 - 7月23日、9月24日、10月1日の25:26 - 25:56に再放送が行われた。

## 番組内容
「北海道のとある湖の底」に住んでいるとされる仲良し兄妹の「リモー」と「マリー」の2つのマリモをモチーフとしたキャラクターの「お茶の間トーク」が中心の内容。
また、番組の最後では「この番組は全てマリモの国で起きたフィクションです!!」と注意を促すテロップが表示される。

## 登場人物
- リモー - 声：福圓美里

兄妹の兄。いわゆる「オバカ」であるが、絶対にそのオバカさを認めない見栄っ張りな性格。会話中でドラマ北の国からの主人公「黒板五郎」などのものまねをたびたび行う。
- マリー - 声：水樹奈々

兄妹の妹。実は天才であるが、その凄さには全く気が付いていない純粋な性格。
- 阿寒マリゾウ - 声：福圓美里

番組中のコーナー「マリモジャパン」にコメンテーターとして登場。必ず挨拶に北海道の湖の名称を入れる。
- ポール・マレ

同じく「マリモジャパン」や「マリモリTVショッピング」に登場。日本のことを愛しているかバカにしているかよくわかっていない。

## 番組コーナー
マリモジャパン
ポール・マレをキャスター、阿寒マリゾウをコメンテーターに、ニュースJAPAN風に架空のニュースを伝える。後半では「シリーズ 生命の叫び」と題して物などが抱える怒りなどを紹介。
マリモリテレビショッピング
ポール・マレが架空の賞品をテレビショッピング形式で紹介。値段の通貨単位は全て「マリモ」。それを見ていたリモーとマリーが、その商品を買って試したりそれについて話して番組が終了する。

## 各話リスト
| 話数 | サブタイトル                        | HBCでの放送日  |
| ---- | ----------------------------------- | -------------- |
| 1    | 宿題は兄ちゃんに聞いとけ!の巻       | 2008年10月23日 |
| 2    | リモーとマリーは不老不死…!?の巻     | 2008年10月30日 |
| 3    | マリー!この世はサバイバルだぜ!!の巻 | 2008年11月6日  |
| 4    | クイズで賞金ゲットだぜ!の巻         | 2008年11月13日 |
| 5    | 勝手に記念日をつくろう〜!の巻       | 2008年11月20日 |
| 6    | マリー!アイドルの道は険しいぜ!!の巻 | 2008年11月27日 |

## スタッフ
- 構成：いまなみゆうすけ
- 美術：須賀健一郎
- 編集・MA：Studio NAO
- AD：高橋文恵
- ディレクター：M.K.　横林良太 山内督介
- プロデューサー：根来将男
- チーフプロデューサー：鈴木和彦
- 製作協力：Touch planning
- 制作著作：HBC